# Монтгомери, Алекс
Александрия Рошель «Алекс» Монтгомери (англ. Alexandria Rochell "Alex" Montgomery; род. 12 ноября 1988 года, в Такоме, штат Вашингтон, США) — американская профессиональная баскетболистка, которая выступала в женской национальной баскетбольной ассоциации. Она была выбрана на драфте ВНБА 2011 года в первом раунде под 10-м номером клубом «Нью-Йорк Либерти». Играет на позиции атакующего защитника и лёгкого форварда.

## Ранние годы
Алекс родилась 12 ноября 1988 года в городе Такома (Вашингтон) в семье Феликса Гиллори и Сабрины Монтгомери, у неё есть четыре брата и сестры, училась она там же в средней школе имени Авраама Линкольна, в которой выступала за местную баскетбольную команду.